# Spišská Stará Ves
Spišská Stará Ves (in ungherese Szepesófalu, in tedesco Altendorf, in polacco Stara Wieś Spiska, in latino Antiqua Villa) è una città della Slovacchia facente parte del distretto di Kežmarok, nella regione di Prešov.